# El aprendizaje del escritor
El aprendizaje del escritor es un libro que reúne los seminarios dictados por el escritor argentino Jorge Luis Borges en el Programa de Escritura de la Universidad de Columbia, Nueva York (Estados Unidos), en el año 1971. Fue publicado por Sudamericana en 2014. La transcripción de las cintas magnetofónicas en las que se grabaron los seminarios fue editada por Norman Thomas di Giovanni, Frank MacShane y Daniel Halpern.

## La obra
El aprendizaje del escritor se basa en la transcripción de las grabaciones en cintas magnetofónicas de los seminarios dados por Borges en la Universidad de Columbia.
Los encuentros de estos seminarios estuvieron dedicados a la escritura, tanto de ficción y poesía, como de traducción. Cada reunión estuvo abierta a las preguntas de los estudiantes y, a la manera de los diálogos platónicos, recrea naturalmente el contraste dramático de los puntos de vista del autor y sus lectores.
El libro está separado en tres partes que se corresponden con los tres seminarios: la prosa, la poesía y las traducciones. El seminario sobre prosa se concentró en el cuento "El otro duelo", que fue debatido de manera detallada.
Lejos de ser un monólogo de Borges, los seminarios consistieron en discusiones informales con los estudiantes, con Frank MacShane, en esa época, director del programa de escritura de la universidad, y Norman Thomas di Giovanni (traductor al inglés de los libros de Borges) que lo acompañó en todos los seminarios.
Los seminarios, dictados en un perfecto inglés, idioma que Borges dominó desde niño, son otra demostración de la erudición del escritor, de la precisión en el empleo de los términos y su sentido del humor.